# Ievgueni Belocheïkine
Ievgueni Vladimirovitch Belocheïkine - en russe : Евгений Владимирович Белошейкин (Evgenij Vladimirovič Belošejkin) et en anglais : Evgeny Belosheikin (né le 17 avril 1966 à Sakhaline en URSS - mort le 18 novembre 1999 à Saint-Pétersbourg) est un joueur professionnel russe de hockey sur glace,. Il évolue au poste de gardien de but. Il a été retrouvé mort pendu dans une auberge de Saint-Pétersbourg. Il est enterré au cimetière Bogoslovskoïe de la ville.

## Biographie

### Carrière en club
En 1983, il débute avec le SKA Leningrad dans le championnat d'URSS. La saison suivante, il rejoint le HK CSKA Moscou pour remplacer Vladislav Tretiak. Il remporte trois championnats consécutifs de 1985 à 1987 ainsi que la Coupe d'URSS 1986. Sujet à l'alcoolisme et ayant des problèmes de vue, sa carrière s'effondre petit à petit. Il résilie son contrat avec le CSKA à l'automne 1989, tout comme avec le SKA un an plus tard. Il est néanmoins choisi au cours du repêchage d'entrée 1991 dans la Ligue nationale de hockey par les Oilers d'Edmonton en 11e ronde, en 232e position. En 1992, il part en Amérique du Nord et est assigné au club-école des Oilers du Cap-Breton dans la Ligue américaine de hockey. Il joue trois matchs. La saison suivante, il intègre l'effectif du HK Ijorets dans la Pervaïa liga, le troisième échelon russe. Il met un terme à sa carrière en 1997.

### Carrière internationale
Il a représenté l'URSS au niveau international. Il était remplaçant aux Jeux olympiques de 1988. Il est médaillé d'or au championnat du monde 1986 et d'argent en 1987. Il a participé à la Coupe Canada 1987. Il est championnat du monde junior 1984 et 1986.

### Trophées et honneurs personnels
Championnat du monde junior
- 1984 : nommé dans l'équipe type.
- 1986 : nommé dans l'équipe type.

Championnat du monde
- 1986 : nommé meilleur gardien.
- 1986 : nommé dans l'équipe type.

## Statistiques

### En club
| Saison    | Équipe                     | Ligue  |    | Saison régulière | Saison régulière | Saison régulière | Saison régulière | Saison régulière | Saison régulière | Saison régulière | Saison régulière | Saison régulière | Saison régulière |   | Séries éliminatoires | Séries éliminatoires | Séries éliminatoires | Séries éliminatoires | Séries éliminatoires | Séries éliminatoires | Séries éliminatoires | Séries éliminatoires | Séries éliminatoires |
| Saison    | Équipe                     | Ligue  | PJ | V                | D                | Pr/N             | Min              | BC               | Moy              | % Arr            | Bl               | Pun              | PJ               | V | D                    | Min                  | BC                   | Moy                  | % Arr                | Bl                   | Pun                  |                      |                      |
| 1982-1983 | SKA Leningrad              | URSS   | 0  | -                | -                | -                | -                | -                | -                | -                | -                | -                | 4                |   |                      |                      |                      | -                    | -                    |                      |                      |                      |                      |
| 1983-1984 | SKA Leningrad              | URSS   | 25 | 8                | 13               | 3                | 1442             | 80               | 3,32             | -                | 1                | 0                |                  |   |                      |                      |                      |                      |                      |                      |                      |                      |                      |
| 1984-1985 | HK CSKA Moscou             | URSS   | 13 |                  |                  |                  |                  |                  | -                | -                |                  | 0                |                  |   |                      |                      |                      |                      |                      |                      |                      |                      |                      |
| 1985-1986 | HK CSKA Moscou             | URSS   | 30 |                  |                  |                  | 1799             | 54               | 1,80             | -                |                  | 2                |                  |   |                      |                      |                      |                      |                      |                      |                      |                      |                      |
| 1986-1987 | HK CSKA Moscou             | URSS   | 33 |                  |                  |                  | 1945             | 62               | 1,91             | -                | 0                | 4                |                  |   |                      |                      |                      |                      |                      |                      |                      |                      |                      |
| 1987-1988 | HK CSKA Moscou             | URSS   | 10 |                  |                  |                  | 561              | 22               | 2,35             | -                |                  | 2                |                  |   |                      |                      |                      |                      |                      |                      |                      |                      |                      |
| 1988-1989 | HK CSKA Moscou             | URSS   | 14 |                  |                  |                  |                  | 38               | 2,71             | -                | 0                | 0                |                  |   |                      |                      |                      |                      |                      |                      |                      |                      |                      |
| 1989-1990 | SKA Leningrad              | URSS   | 3  |                  |                  |                  |                  |                  | -                | -                |                  |                  |                  |   |                      |                      |                      |                      |                      |                      |                      |                      |                      |
| 1990-1991 | Izhorets Leningrad         | URSS 3 | 42 |                  |                  |                  |                  |                  | -                | -                |                  |                  |                  |   |                      |                      |                      |                      |                      |                      |                      |                      |                      |
| 1990-1991 | SKA Leningrad              | URSS   | 0  | -                | -                | -                | -                | -                | -                | -                | -                | -                | 10               |   |                      |                      |                      | -                    | -                    |                      |                      |                      |                      |
| 1991-1992 | Oilers du Cap-Breton       | LAH    | 3  | 0                | 2                | 1                | 183              | 12               | 3,93             | 86,4             | 0                | 0                | -                | - | -                    | -                    | -                    | -                    | -                    | -                    | -                    |                      |                      |
| 1991-1992 | Izhorets St. Petersburg    | CEI 3  | 23 |                  |                  |                  |                  |                  | -                | -                |                  |                  |                  |   |                      |                      |                      |                      |                      |                      |                      |                      |                      |
| 1992-1993 | Izhorets Saint-Pétersbourg | VHL    | 25 |                  |                  |                  |                  |                  | -                | -                |                  |                  |                  |   |                      |                      |                      |                      |                      |                      |                      |                      |                      |
| 1996-1997 | Izhorets Saint-Pétersbourg | VHL    | 15 |                  |                  |                  |                  |                  | -                | -                |                  |                  |                  |   |                      |                      |                      |                      |                      |                      |                      |                      |                      |

### En équipe nationale
| Année | Équipe               | Compétition                 |    | PJ | V | D | Pr/N | Min | BC   | Moy  | % Arr | Bl | Pun                |  | Résultat |
| 1983  | Union soviétique U18 | Championnat d'Europe junior | 1  |    |   |   |      |     | -    | -    |       |    | Médaille d'or      |  |          |
| 1984  | Union soviétique U18 | Championnat d'Europe junior | 5  |    |   |   |      |     | -    | -    |       |    | Médaille d'or      |  |          |
| 1984  | Union soviétique U20 | Championnat du monde junior | 5  |    |   |   |      |     | 3,20 | -    |       |    | Médaille d'or      |  |          |
| 1985  | Union soviétique U20 | Championnat du monde junior | 6  |    |   |   |      |     | 2,76 | -    |       |    | Médaille de bronze |  |          |
| 1986  | Union soviétique U20 | Championnat du monde junior | 5  |    |   |   |      |     | 1,60 | -    |       |    | Médaille d'or      |  |          |
| 1986  | Union soviétique     | Championnat du monde        | 7  | 7  | 0 | 0 | 420  | 11  | 1,10 | 91,5 | 2     |    | Médaille d'or      |  |          |
| 1987  | Union soviétique     | Championnat du monde        | 10 |    |   |   |      |     | 1,50 | -    |       |    | Médaille d'argent  |  |          |
| 1987  | Union soviétique     | Coupe Canada                | 3  |    |   |   |      |     | 4,00 | 88,0 |       |    | Finaliste          |  |          |
| 1988  | Union soviétique     | Jeux olympiques d'hiver     | 0  | -  | - | - | -    | -   | -    | -    | -     |    | Médaille d'argent  |  |          |